# Eduard Ploier
Eduard Ploier (* 19. August 1930; † 4. Jänner 1998) war österreichischer Erwachsenenbildner.
Ploier war Diözesanführer der katholischen Landjugend Oberösterreichs und wurde 1961 Verwalter im Bildungshaus Schloss Puchberg. Er war von 1986 bis 1995 Direktor des Bildungshauses und war bis 1998 Präsident der Katholischen Aktion Oberösterreichs. 1974 bis 1998 war er Mitglied der Hörer- und Sehervertretung des ORF und damit Mitglied im Kuratorium.

## Anerkennungen
- 1985: Großes Ehrenzeichen für Verdienste um die Republik Österreich
- 1997: Würdigungspreis für Erwachsenenbildung des Landes Oberösterreich
- Eduard-Ploier-Preis